# Mometazon furoat
Mometazon furoat je organsko jedinjenje, koje sadrži 22 atoma ugljenika i ima molekulsku masu od 427,361 .
Uobičajene nuspojave kada se koriste za astmu uključuju astmu i drozd. Stoga se preporučuje isprati usta nakon upotrebe. Dugotrajna upotreba može povećati rizik od glaukoma i katarakte. Uobičajene nuspojave kada se koriste u nosu uključuju infekcije gornjih disajnih puteva i krvarenje iz nosa. Uobičajene nuspojave kada se nanose na kožu uključuju akne, atrofiju kože i svrab. Djeluje tako što smanjuje upalu.

## Osobine
| Osobina                  | Vrednost |
| ------------------------ | -------- |
| Broj akceptora vodonika  | 4        |
| Broj donora vodonika     | 2        |
| Broj rotacionih veza     | 2        |
| Particioni koeficijent ( | 3,2      |
| Rastvorljivost (logS, log(mol/L))       | -5,9     |
| Polarna površina (PSA, Å2)  | 74,6     |

## Literatura
- Hardman JG, Limbird LE, Gilman AG (2001). Goodman & Gilman's The Pharmacological Basis of Therapeutics (10. изд.). New York: McGraw-Hill. ISBN 0071354697. doi:10.1036/0071422803.
- Thomas L. Lemke; David A. Williams, ур. (2007). Foye's Principles of Medicinal Chemistry (6. изд.). Baltimore: Lippincott Willams & Wilkins. ISBN 0781768799.

## Spoljašnje veze
|  | Molimo Vas, obratite pažnju na važno upozorenje u vezi sa temama iz oblasti medicine (zdravlja). |